# فيروس إيكو
فيروس إيكو هو أحد فيروسات الرنا من جنس الفيروس المعوي ضمن عائلة الفيروسات البيكورناوية. توجد في القناة الهضمية (وبالتالي هي جزءا من جنس الفيروس المعوي) ويسبب التعرض للفيروس التهابات وأمراض انتهازية أخرى.